# Persischer-Marsch

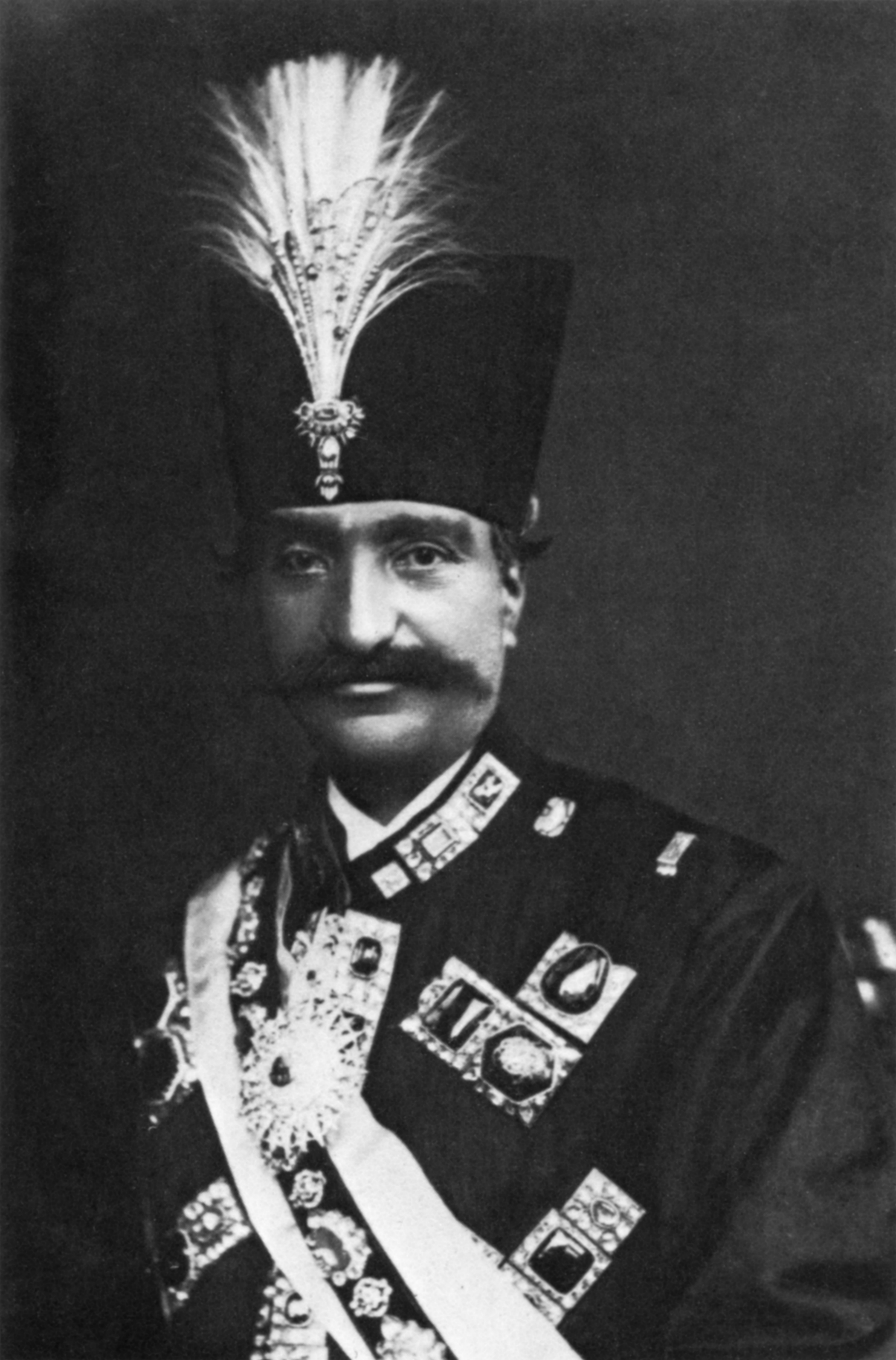
Lo scià di Persia Nasser al-Din Shah Qajar.

Persischer-Marsch (Marcia persiana) op.289, è una marcia di Johann Strauss II.
Nell'autunno del 1864 la collezione di medaglie di Johann Strauss contava un ricco assortimento di onorificenze, che gli furono conferite nel corso degli anni come ricompense per le varie composizioni che aveva dedicato alle teste coronate di tutta Europa.
Fra le sue medaglie era inclusa anche la Persischen Sonnenorden (Persiana dell'Ordine del Sole), conferita al compositore da sua maestà imperiale lo Scià di Persia, Nasser al-Din Shah Qajar (1831-1896), che salì al trono nel 1848 e vi rimase fino al giorno del suo assassinio a Teheran nel 1896.
Il riconoscimento fu concesso a Strauss per merito della sua Persischer-Marsch, che il compositore diresse a Vienna per la prima volta il 4 dicembre 1864 ad un festival di concerti nel Volksgarten celebrando, in ritardo, il 20 ° anniversario del suo debutto come compositore e direttore d'orchestra al casinò Dommayer di Hietzing nel mese di ottobre del 1844.